# Crisis económica de Uruguay 1999-2002

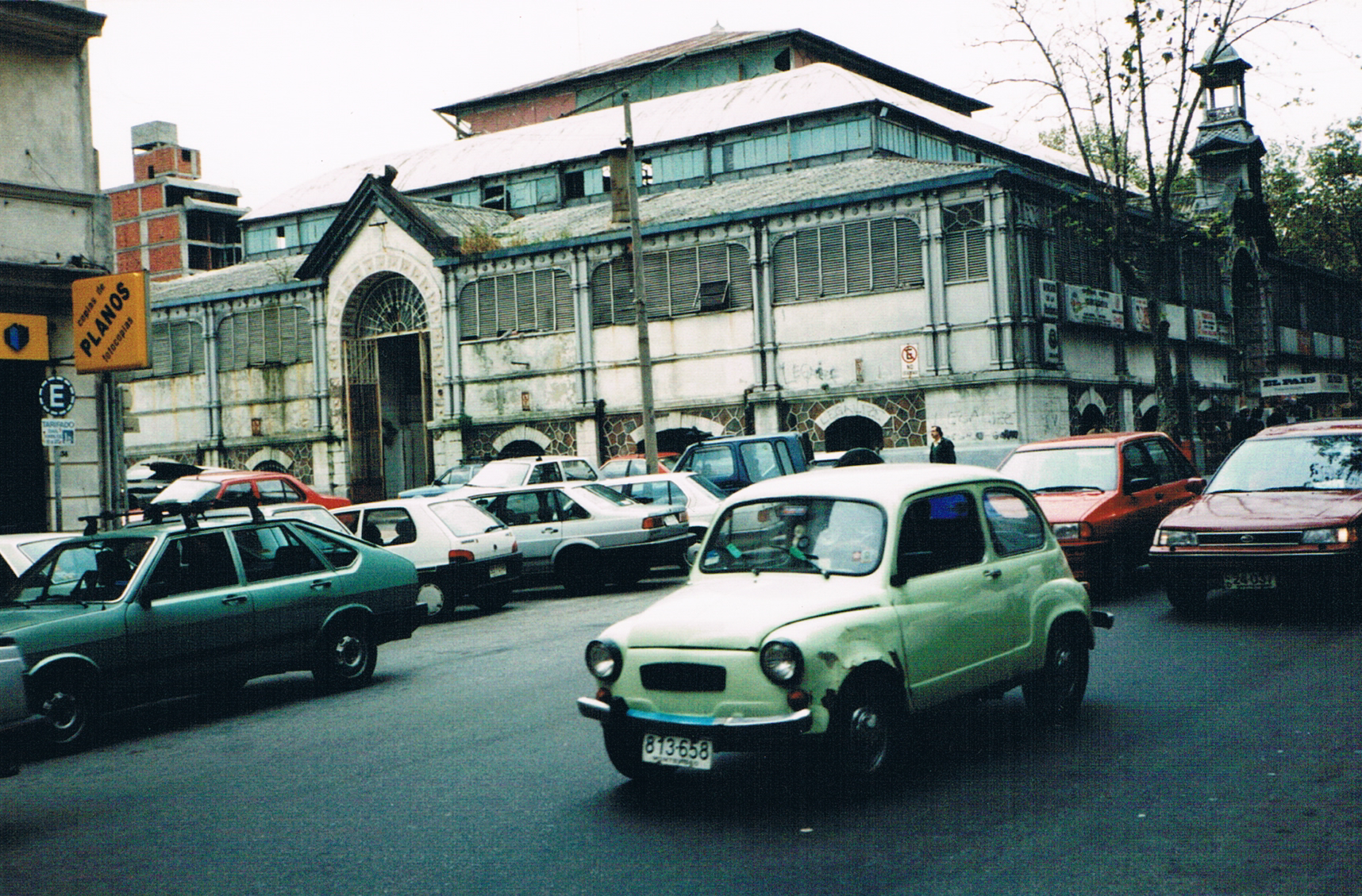
Una calle de Montevideo en el año 1999.

La Crisis económica de Uruguay 1999-2002 fue un proceso de insolvencia financiera que afectó a más de la mitad de la banca comercial y produjo la desaparición de algunas de las empresas financieras más emblemáticas y el virtual colapso del sistema económico del país, así como el germen de una crisis sociocultural que se extendió hasta mediados de los años 2000.
Fue la crisis económica y social más importante del Uruguay, incluso con consecuencias peores que la crisis de 1929 o el Pánico de 1890, este último originado en la República Argentina. Fue un fenómeno multicausal que desencadenó diversas consecuencias en toda la sociedad como la extrema pobreza, ola de emigración de población económicamente activa, el surgimiento de múltiples ollas populares, olas de saqueos, etc.

## Causas

### Orígenes

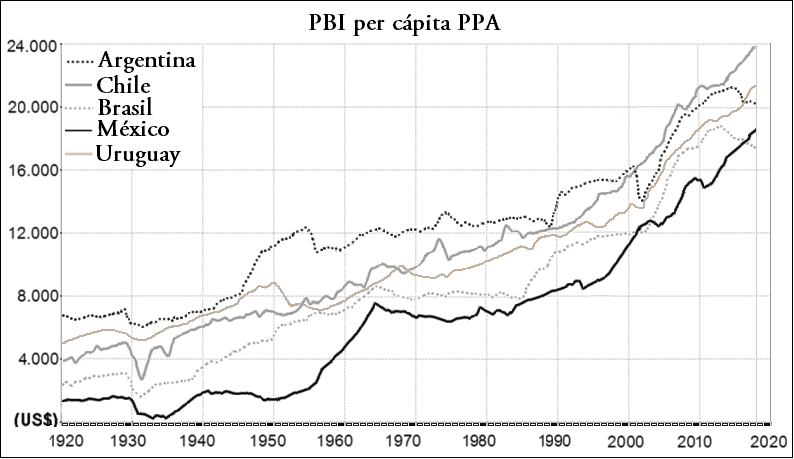
PIB per cápita de Uruguay en el periodo (1920-2020).

Las causas fueron de diversa índole, entre ellas estuvieron:
1) Una fuerte recesión que comenzó a gestarse en la economía de Uruguay  entre el 1998 y 1999, a finales del segundo gobierno de Julio María Sanguinetti. Cabe aclarar que en esos años también se le suma un receso económico ocurrido en el vecino Brasil, a cuyos efectos Uruguay no fue ajeno.
Carlos Steneri, exrepresentante financiero de Uruguay en Estados Unidos, planteó como antecedentes causales la crisis financiera asiática de 1997 y la cesación de pagos de Rusia, que impactaron en los países emergentes. Como consecuencia de la crisis asiática y rusa de 1997, Brasil entró en crisis y devaluó su moneda en 1999, que era uno de los grandes receptores de las exportaciones uruguayas. El impacto de la devaluación comenzó a afectar a la región, sin embargo, las autoridades nacionales en ese tiempo solo vieron en ella una crisis transitoria que terminaría por corregirse, lo cual no sucedió.
2) El efecto de la crisis económica de diciembre de 2001 en la Argentina. Desde hacía muchos años, miles de ciudadanos argentinos venían depositando su dinero en el sistema bancario uruguayo, caracterizado por su seguridad (cada vez que un banco uruguayo entraba en problemas, el Banco Central intervenía con fondos), por su liberalidad (era muy sencillo abrir una cuenta) y la libre circulación de divisas (nunca se pesifican depósitos, y además es posible depositar en varias monedas). El volumen de depósitos de argentinos, entonces, era considerable para la pequeña economía de Uruguay; por tanto, los masivos retiros por parte de argentinos a lo largo de la primera mitad de 2002, afectaron al sistema bancario uruguayo. Un caso particular fue el argentino Banco de Galicia, que no fue asistido por el Estado uruguayo "por no ser un banco uruguayo". Y esto, a su vez, tuvo un efecto de "búmeran", los ahorristas de todas partes se apuraron a seguir retirando sus depósitos.
3) A partir del 28 de abril de 2001, un foco infeccioso de fiebre aftosa aparece como uno de varios hechos que hace estallar la crisis, teniendo en cuenta que la principal actividad económica del Uruguay es el sector primario, en este caso, la ganadería. Los ganaderos de todo el país se negaron al sacrificio de los animales y el Uruguay perdió el estatus de país libre de aftosa sin vacunación. Pronto se aceptó la importación de vacunas para enfrentar dicha problemática pero fue un duro golpe para la economía y la moral del país.
Otras causas mencionadas por Steneri eran las siguientes:
- el sistema financiero uruguayo presentaba fuertes vulnerabilidades, surgidas en la crisis de 1982 y que se arrastraban de ese entonces. En aquel momento, el Estado rescató bancos insolventes, algo que creó la percepción de que los depósitos estaban garantizados, lo que como consecuencia hizo que instituciones insolventes o problemáticas no tuvieran corridas bancarias y aumentaran la captación de depósitos.[3]
- los fraudes por parte de los hermanos Carlos y José Rohm al Banco Comercial y el de la familia Peirano a los bancos del Grupo Velox.[3]
- como consecuencia de la crisis bancaria, la pérdida del grado inversor de Uruguay por parte de la agencia Standard & Poor's.[3]

### Desarrollo

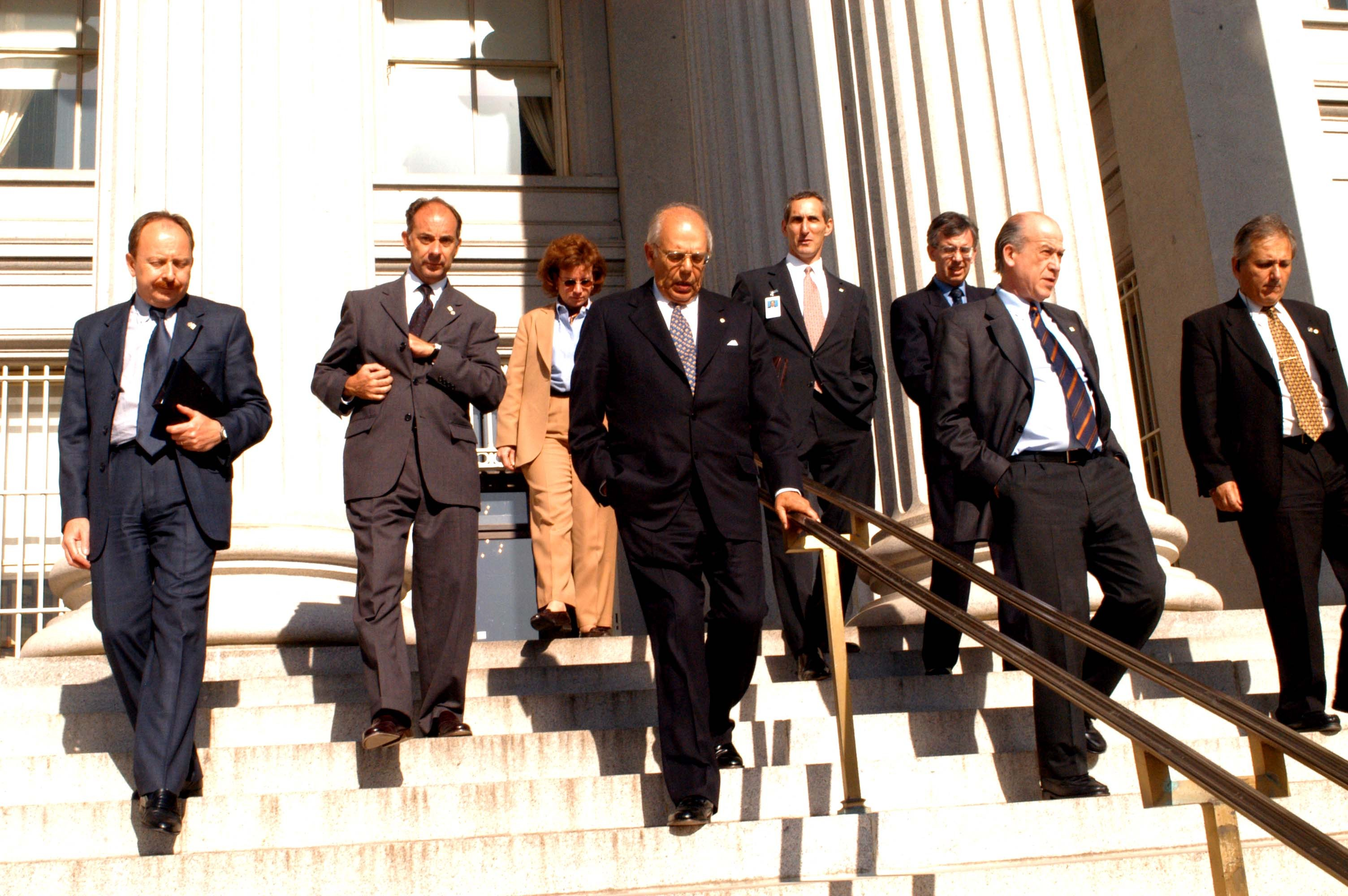
Jorge Batlle y sus ministros dejan la sede del Departamento del Tesoro de los Estados Unidos (abril de 2003).

Todo esto implicó considerables aportes por parte del Estado para auxiliar a los bancos con problemas, que a la postre implicarían una reestructura bancaria. Los bancos afectados más importantes fueron el Banco Comercial, La Caja Obrera, el Banco Montevideo y el Banco de Crédito, que enfrentaban altos grados de dificultades de solvencia.
Muchos analistas consideran que la actuación del gobierno de Jorge Batlle Ibáñez en este caso fue irresponsable, al proporcionar considerables auxilios financieros a instituciones bancarias sin aplicar las mínimas medidas de control. Para mediados de 2002, las ayudas entregadas por el Banco Central del Uruguay a la banca comercial ascendían a varios millones de dólares. Esto provocó la caída del impopular ministro de economía Alberto Bensión. Se declaró feriado bancario, se nombró ministro de Economía al parlamentario Alejandro Atchugarry, y también fue sustituido el directorio del Banco Central del Uruguay, cesando César Rodríguez Batlle y asumiendo Julio de Brun. Entretanto, la cotización del dólar estadounidense se disparó, llegando a los 30 pesos uruguayos.
El Parlamento uruguayo aprobó sin dilatorias la "Ley de Fortalecimiento del Sistema Bancario", que reprogramó depósitos a plazo fijo y dispuso medidas para su gradual devolución a los ahorristas. Muchos consideran que esta medida fue un mal menor, comparada con el "corralito" argentino.

### Corolario
Esta crisis significó la virtual desaparición de la banca privada de capitales nacionales. Actualmente, el mayor banco es el estatal Banco de la República Oriental del Uruguay, seguido por varios bancos de capitales extranjeros como el Banco Santander Uruguay, el banco HSBC, el Banco Itaú, etc. El Nuevo Banco Comercial sustituyó en nombre al extinto Banco Comercial, y en los hechos recogió los depósitos de éste, del Banco Montevideo y del Banco La Caja Obrera.
Esta crisis arrojó numerosas lecciones. Pero sobre todo, terminó con la hasta entonces habitual costumbre del Estado uruguayo, de asistir a los bancos quebrados; como consecuencia se instrumentó un seguro de depósitos bancarios con cobertura parcial.

### Efectos
El valor de los inmuebles se redujo a precios históricos, apartamentos que antes de la crisis valían 200.000 dólares estadounidenses empezaron a venderse por 100.000 $.

## Impactos de la crisis

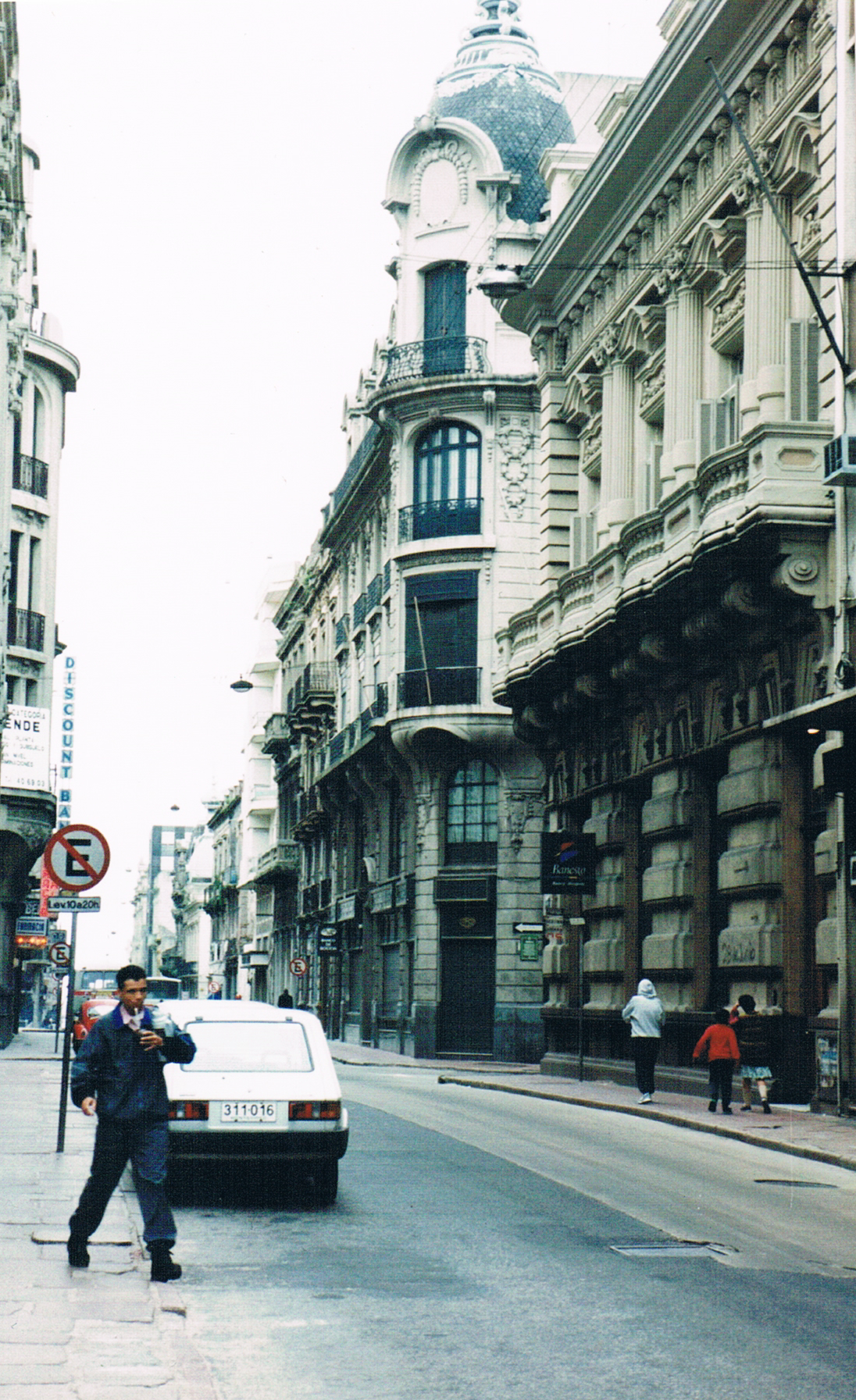
Una calle de Montevideo en el año 1999.

Los impactos de la crisis recayeron sobre la clase trabajadora. La caída del nivel de riqueza del país fue de 16,63 acumulado en los 4 años. Los sectores más afectados fueron la industria manufacturera, la construcción y el comercio. Esta situación fue particularmente grave en el caso de la industria, ya que en los años previos a la crisis era un sector que no había crecido y había perdido en la década del crecimiento de los 90, mil puestos de trabajo.
La reducción de la inversión, el consumo privado y las exportaciones. En el caso de la inversión su reducción es a la mitad de lo invertido en 1998, quedando por debajo del 10% del PBI. Y en el caso del consumo interno son 2 mil millones de dólares menos que movió el mercado interno en esos 4 años. La tasa de desempleo se eleva de 10 a 17% en 2002: es decir la cantidad de personas desempleadas aumentó en un orden de 100.000 personas.
El salario real cayó casi un 25%, lo que significa una caída más acelerada que el ingreso nacional, que como vimos cayó un 16,63%, es decir más concentración del ingreso. El endeudamiento del país: la deuda creció de manera muy importante en un orden del 50% en 4 años y pasó a representar del 40,8 al 113, 56% del PBI. Además, uno de cada 4 pesos que recaudó el Estado fue para pagar intereses de la deuda pública.

## El quiebre del dólar
En esta tabla del Instituto de Estadística del Uruguay se aprecia la evolución del dólar en los años previos a la crisis: